# 화학 교육

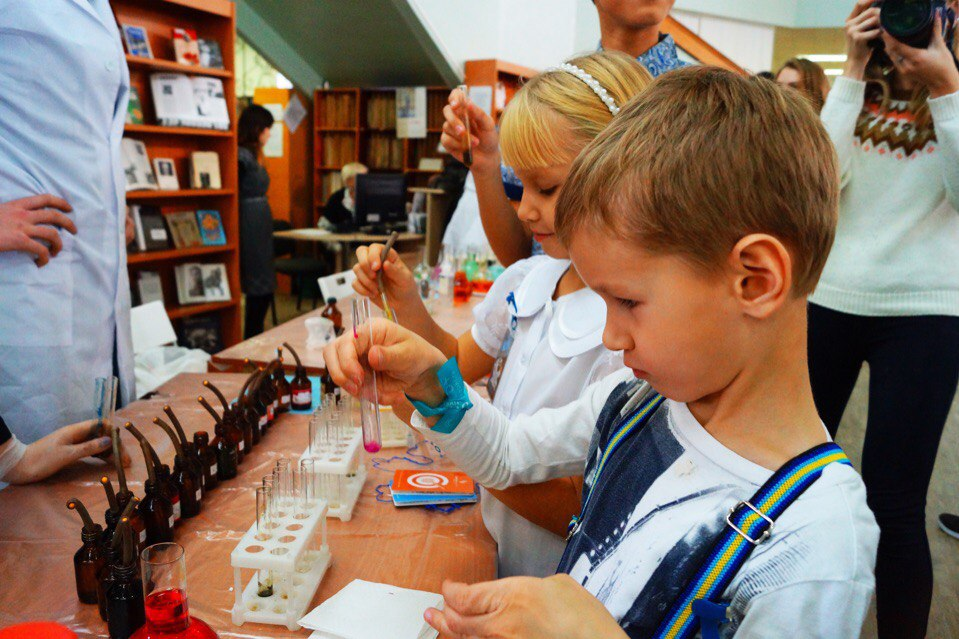
러시아 사마라에서의 화학 교육 프로그램의 일부

화학 교육은 화학을 가르치고 배우는 학문이다. STEM 교육 또는 규율 기반 교육 연구(DBER)의 하위 집합이다. 화학 교육의 주제에는 학생들이 화학을 배우는 방법을 이해하고 화학을 가르치는 가장 효율적인 방법을 결정하는 것이 포함된다. 화학 교육 연구(CER)의 결과를 기반으로 화학 커리큘럼과 학습 결과를 개선해야 할 지속적인 필요성이 있다. 화학 교육은 교수법을 변경하고 강의실 강의, 시연 및 실험실 활동을 포함한 다양한 유형에서 화학 강사에게 적절한 교육을 제공함으로써 개선될 수 있다.